# بکرییته
بکرییته (به بلغاری: Bekriite) یک منطقهٔ مسکونی در بلغارستان است که در شهرستان گابروو واقع شده‌است.